# Camp de concentration de Slana
Le camp de concentration de Slana est un camp de concentration et d'extermination situé sur l'île de Pag en Croatie. Mis en place par le régime oustachi, il fait partie de son réseau concentrationnaire qui s'étend de Gospić, dans le massif du Velebit, jusqu'à l'île de Pag. Il fonctionne de juin à août 1941.

## Histoire
Ce camp est ouvert en juin 1941 à Metajna (en) par Mijo Babić (en), sous le contrôle des Oustachis, qui dirigent l'État indépendant de Croatie, régime satellite du Troisième Reich et de l'Italie fasciste. Slana est un camp pour hommes. La plupart des prisonniers sont des Juifs, des Serbes et des communistes croates. Le commandant du camp est Ivan Devčević, qui est aussi à la tête du 13e bataillon oustachi, qui a pris garnison dans le camp.
En août 1941, l'armée italienne ferme le camp de crainte que la brutalité des Oustachis ne provoque des troubles dans la région. Selon les historiens, à Slana et dans le camp pour femmes de Metajna, le nombre de morts se situe dans une fourchette de 4 000 à 12 000 victimes, dont 1 500 Juifs. Au cours des premières semaines, les prisonniers meurent à cause de mauvais traitements, de l'épuisement, de la chaleur, de la faim et de la soif. À mesure que les déportations se font plus fréquentes, la place vient à manquer dans le camp et les Oustachis entreprennent d'exécuter des centaines de prisonniers.

## Témoignages
Le chanoine catholique de Pag, don Joso Felicinović, a d'abord soutenu l'autorité du régime oustachi sur Pag ; or, par la suite, il écrit que « Slana est devenu un équivalent miniature d'Auschwitz-Dachau : un camp où des hommes, femmes et enfants innocents sont tués par toutes sortes de méthodes bestiales ». Il écrit que l'épouse du propriétaire d'un bateau à Pag, dont l'embarcation sert aux Outachis pour déporter 3 000 prisonniers dans l'île, l'a supplié d'intercéder en faveur de son fils, en lui disant qu'il allait devenir fou parce que les Oustachis l'ont forcé à transporter les détenus de Slana vers une crique où il a vu que les hommes et les femmes sont « assassinés et jetés dans une fosse déjà préparée ». Felicinović écrite que dans sa première visite au camp abandonné de Slana, il a trouvé « une feuille de papier cartonné, au mur de la principale caserne des Oustachis, qui recensait les femmes et les jeunes filles violées dans le camp, leur nom, la date du crime et l'auteur oustachi du viol ». Don Felicinović estime que les Oustachis ont assassiné 12 000 personnes à Slana et Metajna, dont quelque 4 000 étaient des femmes et des enfants.
En septembre 1941, une équipe médicale de l'armée italienne est chargée d'enquêter sur des alertes au sujet des charniers qui polluent l'eau potable dans les montagnes du Velebit et sur l'île de Pag. Ils découvrent que les charniers de Slana et Metajna contiennent 791 corps, dont près de la moitié sont ceux de femmes et d'enfants, le plus jeune étant un bébé de cinq mois. Ils écrivent un rapport qui décrit leur excavation des charniers, :

« Après avoir dégagé une couche de 5 à 20 cm [de terre], nous avons vu de nombreuses mains, souvent attachées, des pieds nus ou parfois chaussés, des têtes tournées vers le haut ou, au contraire, face contre terre... même si nous étions déjà habitués à voir des membres et des têtes affleurer du sol, il y avait quelque chose de singulier dans la manière dont ces gens étaient enterrés... La preuve qu'ils avaient été ensevelis, atteints d'une blessure mortelle mais encore vivants, était visible sur la plupart des victimes, d'après les corps contorsionnés et les expressions horribles des visages... À certains endroits, il y avait cinq couches de cadavres, à d'autres il y en avait moins... Nous avons trouvé des douilles de mitrailleuse près de la fosse et, sur de nombreux corps, nous avons vu les blessures mortelles infligées par des coups de couteau dans la poitrine, dans le dos et dans la nuque. Chez l'une des jeunes femmes, les seins avaient été entièrement tranchés à l'arme blanche. Nous n'avons vu que des femmes et des enfants dans deux fosses, alors que dans les autres, les hommes, les femmes et les enfants étaient enterrés ensemble. »

Le chef d'équipe italien écrit : « d'après la personne qui nous servait de guide... j'ai compris que la plupart des détenus de Slana avaient été jetés à la mer, attachés à de grosses pierres, et nombre d'entre eux se sont suicidés par noyade ». Cette équipe de l'armée italienne pense que 8 000 à 9 000 personnes ont été assassinés par les Oustachis à Slana et Metajna.

### Postérité
L'écrivain Ante Zemljar (en) a publié un livre, Charon and Destinies, sur les atrocités commises à Slana en 1941. Une plaque commémorative, érigée à Slana en 1975 en mémoire des « Serbes, Juifs et Croates innocents » qui y ont péri, a été vandalisée à maintes reprises depuis l'indépendance de la Croatie dans les années 1990.